# Bardzie
Bardzie (biał. Барздзі, Barzdzi; ros. Борзди, Borzdi) – wieś na Białorusi, w obwodzie mińskim, w rejonie stołpeckim, w sielsowiecie Litwa.

## Historia
W dwudziestoleciu międzywojennym leżało w Polsce, w województwie nowogródzkim, w powiecie wołożyńskim, w gminie Wołma. W 1921 miejscowość liczyła 112 mieszkańców, zamieszkałych w 20 budynkach, w tym 108 Polaków, 3 Żydów i 1 Białorusina. 107 mieszkańców było wyznania rzymskokatolickiego, 3 mojżeszowego i 2 prawosławnego.
Położone były wówczas przy granicy ze Związkiem Sowieckim. Znajdowała się tu Strażnica KOP „Bardzie”.
Po II wojnie światowej w granicach Związku Sowieckiego. Od 1991 w niepodległej Białorusi.